# Trilepida fuliginosa
Trilepida fuliginosa là một loài rắn trong họ Leptotyphlopidae. Loài này được Passos, Caramaschi & Pinto mô tả khoa học đầu tiên năm 2006.